# Порожні обітниці
«Порожні обітниці» — це молодіжний фентезі-роман американської письменниці Лексі Раян, опублікований видавництвом Clarion Books у 2021 році. Історія розповідає про дівчину, яка опиняється між двома віроломними дворами фейрі та їхніми небезпечно спокусливими представниками. Продовженням книжки є «Плутані зв'язки». Український переклад від видавництва «РМ» очікується влітку 2023 року.

## Сюжет
Після смерті матері Абріелла та її молодша сестра Джаслін опиняються в домі тітки й стають рабинями для своїх родичів. Дівчата живуть у тісному підвальному приміщенні та й ще змушені щомісяця виплачувати борг, тому Брі вдається до крадіжок, щоб звести кінці з кінцями. Єдиними джерелами світла в житті головної героїні є її сестра та Себастьян, красень, який проходить навчання під керівництвом мага, що живе по сусідству.
Щомісяця все відбувалось за знайомою схемою: робота, крадіжка, виплата боргу. Однак одного дня все змінюється, коли тітка вирішила продати Джаслін жорстокому королю двору Неблагих. Ця подія спонукає Абріеллу вирушити до дворів фейрі, щоб врятувати сестру, хоч і заклялась, що не матиме жодних справ з цим чарівним народом, навіть якщо голодуватиме і залишиться без даху над головою.
Тепер Брі змушена укласти угоду з ненависними їй фейрі й вкрасти три реліквії з Благого двору, щоб повернути сестру додому. Але що робити, якщо попри проблему у вигляді крадіжки у неї на шляху з'являються ще дві: шалено привабливий принц Благого двору Ронан та банда покидьків з двору Неблагих на чолі зі спокусливим ватажком Фінном.

## Персонажі
Абріелла — вісімнадцятирічна дівчина, яка володіє магією тіней, про яку ніколи не здогадувалась. Коли Джаслін продають королю двору Неблагих, Брі укладає з ним угоду, щоб повернути сестру.
Джаслін — молодша сестра Брі, яку продала королю двору Неблагих власна тітка.
Себастьян — учень мага, що живе по сусідству з тіткою Брі. Хлопець багато знає про фейрі і дуже засмучується через те, що Абріелла планує потрапити до двору Неблагих.
Фінн — ватажок зарізяк, банди покидьків з двору Неблагих, які діють за власним таємним планом. Він хоче допомогти Брі опанувати сили дівчини, тому що це, на його думку, допоможе його двору врятуватись від нинішнього правителя.
Ронан — принц двору Благих, який шукає смертну наречену.
Король двору Неблагих — «злий» король, що купив Джаслін. Він очікував, що Брі не прийде добровільно, тому використав її сестру, щоб заманити дівчину до земель фейрі. Король укладає угоду з Брі, щоб отримати три магічні реліквії з двору Благих в обмін на її сестру.

## Подібні книжки
«Жорстокий принц» Голлі Блек. Історія смертної дівчини Джуд Дуарте у світі фейрі, яка не бажає коритись бажанням чоловіка, що вбив її біологічних батьків. Трилогія пропонує політичні інтриги та романтику.
«Двір шипів і троянд» Сари Дж. Маас розповідає про Фейру Арчерон, яка вбиває вовка, що насправді не є простою твариною. Після цього дівчину відправляють в Прифію, край фейрі, для довічного ув'язнення за вбивство.
«Трон зі скла» Сари Дж. Маас. Сюжет книжки розгортається навколо вісімнадцятирічної асасинки Селени, яку витягують з ув'язнення задля перемоги у змаганні, що влаштовує король. Дівчина повинна пройти кілька випробувань, але незабаром починають зникати учасники змагань. Чи зможе Селена зрозуміти, хто є вбивцею, перш ніж сама стане жертвою?

## Видання
Книжка «Порожні обітниці» має два видання англійською з різними обкладинками для Великобританії та США. На обкладинці британського видання зображено дзеркало, тоді як на обкладинці американського видання можна побачити Брі, Фінна та Ронана. Окрім цього є колекційні видання дилогії.

### Fairyloot Edition
Видання Fairyloot відрізняється від звичайного видання тим, що має британську обкладинку зі зміненими колірною гаммою та елементами у вигляді листочків. Крім того, у цьому виданні також є підпис авторки та помаранчевий зріз з ілюстраціями сонця. На зворотному боці суперобкладинки є ілюстрації з героями, а сама обкладинка прикрашена червоним тисненням.

### Bookish Box Edition
У виданні Bookish Box не змінений вигляд американської обкладинки, проте у ньому містяться ілюстрації з золотим тисненням під суперобкладинкою, підпис авторки, зображення на звороті суперобкладинки, ілюстровані форзаци та арт з головною героїнею на початку книжки.